# Хлопов, Кирилл Осипович
Кирилл Осипович Хлопов (? — † март 1691) — воевода, стольник, думный дворянин, окольничий и боярин.

## Биография
Представитель незнатного дворянского рода Хлоповых.
Стольник (1646—1676). Есаул Большого полка в походе из Ливен в Белгород (1646). На свадьбе царя Алексея Михайловича и Марии Ильиничны Милославской ставил в «кривой стол» еду перед боярами (1648). Сопровождал государя в Троице-Сергиев монастырь (сентябрь 1651), в Звенигород (1652). В мае 1660 году Кирилл Хлопов был назначен воеводой в Борисов. Он уведомил царя, что «город Борисов де сделан невелик, потому что в те поры, как делали город, застало зимнее время и в приход воинских людей … в старом городе будет сидеть невозможно, потому что сделан мал и занят твоими хлебными запасами». В 1661-1662 годах К. О. Хлопов руководил защитой города от польско-литовской армии под командованием Стефана Чарнецкого. 9 июля 1662 года воевода К. О. Хлопов, получивший царский указ, вместе с гарнизоном, запасами, казной и пушками покинул Борисов.
Весной 1663 года стольник Кирилл Осипович Хлопов входил в состав русской делегации под руководством окольничего, князя Д. С. Великогагина, которая была направлена на Левобережную Украину, чтобы организовать казацкую Раду для избрания и утверждения нового гетмана. В июне казацкая рада в Нежине избрала гетманом запорожского кошевого атамана Ивана Мартыновича Брюховецкого.
В том же 1663 году воевода Кирилл Хлопов с небольшим русским отрядом находился при левобережном гетмане Иване Брюховецкому и участвовал в военных действиях на Правобережной Украине. И. Брюховецкий и К. Хлопов осадили и взяли город Кременчуг. Вскоре Кирилл Хлопов был назначен царём на воеводство в Переяславль вместо прежнего воеводы, князя Василия Волконского, смещенного по просьбе киевского архиерея Мефодия. Воевода в Царицыне (1675).
В 1677 году К. О. Хлопов был пожалован в думные дворяне и присутствовал в Астрахани, где будучи товарищем первого воеводы, боярина П. М. Салтыкова, при принесении калмыцким тайшой Аюкой присяги на верность Русскому государству.
В том 1677 году Кирилл Хлопов был отправлен с военным отрядом из Астрахани в Царицын для поимки мятежных казаков, взявших Гурьев-городок. В 1678—1679 годах служил в Земском приказе. Полковой воевода в Путивле (1680). В 1682 году Кирилл Хлопов был пожалован в окольничие (1682—1686) и подписал соборное постановление об отмене местничества. Присутствовал дежурным при гробе царя Фёдора Алексеевича (10 мая 1682).
По царскому указу Кирилл Хлопов присутствовал при пострижении в Чудовом монастыре боярина Кирилла Полуектовича Нарышкина. В 1690 году получил боярство.